# Keith Mullings
Keith Mullings (Mánchester Parish, Jamaica, 8 de enero de 1968-Brooklyn, Nueva York, Estados Unidos, 30 de mayo de 2021) fue un boxeador profesional jamaicanoestadounidense de peso superwélter.

## Vida deportiva
Mullings se convirtió en profesional en 1993 y, en 1997, desafió a Raúl Márquez por el título de peso superwélter de la Federación Internacional de Boxeo (FIB), pero perdió por decisión dividida. Más tarde ese año Mullings sorprendió al mundo con un nocaut técnico en el noveno asalto sobre el (en ese momento) campeón de peso superwélter del Consejo Mundial de Boxeo (CMB) Norris Terry. Después de una defensa, perdió el cinturón ante Javier Castillejo en 1999 por decisión dividida. Ese mismo año peleó contra David Reid por el título de peso superwélter de la Asociación Mundial de Boxeo (AMB), pero perdió por decisión unánime. Posteriormente perdería en el 2000 por decisión unánime ante Winky Wright y, en 2001, ante Steve Roberts por nocaut técnico. Ese mismo año se retiró.